# Alèmayèhu Eshèté
Alèmayèhu Eshèté (en amharique : አለማየሁ እሸቴ), né en juin 1941 à Jimma dans la province du Kaffa de la région d'Oromia en Éthiopie et mort le 2 septembre 2021 à Addis-Abeba,, est un chanteur éthiopien de rock-soul-éthio-jazz.

## Biographie
Alèmayèhu Eshèté, contre l'avis de son père, commence une carrière de chanteur en 1960. Il est remarqué par le colonel Rètta Dèmèqè qui l'engage dans l'orchestre institutionnel de la police d'Addis-Abeba, le Police Orchestra, parmi les seuls autorisés à se produire en public (avec l'Orchestre de la Garde impériale).
Il connaît son premier succès en 1961 avec la chanson Seul et désemparé, puis travaille avec Girma Bèyènè, avec qui il fonde l'orchestre Alèm-Girma Band. De 1960 à 1974, il fait partie des grandes voix de la capitale éthiopienne avec Tlahoun Gèssèssè, Bzunèsh Bèqèlè ou Mahmoud Ahmed. Durant une quinzaine d'années, il publie une trentaine de 45 tours sur le label Amha Records d'Amha Eshèté, grand promoteur de l'éthio-jazz. Avec l'arrivée au pouvoir de Mengistu Haile Mariam, le Négus rouge, il est obligé de s'exiler et sa carrière se ralentit.
En raison de sa manière de chanter et de sa personnalité scénique, Alèmayèhu Eshèté a été qualifié par certains de « James Brown éthiopien » ou d'« Elvis Presley éthiopien ».

## Discographie
- 1992 : Addis Abeba
- 2001 : Éthiopiques volume 9
- 2007 : Éthiopiques volume 22
- 2010 : DVD Ethiopiques Live Mahmoud Ahmed, Alemayehu Eshete & Badume's Band (Innacor Records)